# Eerste klasse 1948-1949 (basketbal dames België)
Het seizoen 1948-1949 was de eerste editie van de Eerste klasse, de Belgische vrouwenbasketbalcompetitie op nationaal niveau. De competitie, waaraan dertien ploegen deelnamen, nam een aanvang  op zondag 19 september 1948.
Atalanta bleef ongeslagen en behaalde een derde landstitel.

## Teams
- Atalante Brussel
- Olympia Antwerpen
- Etoile Gent
- Amicale Gent
- US Péruwelz
- US Anderlecht
- SCK Antwerpen
- Lyra BC
- Fèmina Bruxelles
- Firenze Antwerpen
- Fresh Air
- Asub
- Energeia

## Eindstand
|  |    |                   | P  | W  | V  | D | Ptn |
|  | -- | ----------------- | -- | -- | -- | - | --- |
|  | 1  | Atalante Brussel  | 24 | 24 | 0  | 0 | 48  |
|  | 2  | US Anderlecht     | 24 | 20 | 3  | 1 | 41  |
|  | 3  | Etoile Gent       | 24 | 18 | 6  | 0 | 36  |
|  | 4  | ASUB              | 24 | 16 | 8  | 3 | 32  |
|  | 5  | Olympia Antwerpen | 24 | 15 | 7  | 2 | 32  |
|  | 6  | Lyra BC           | 24 | 14 | 10 | 0 | 28  |
|  | 7  | Amicale Gent      | 24 | 11 | 11 | 2 | 24  |
|  | 8  | Firenze Antwerpen | 24 | 7  | 16 | 1 | 15  |
|  | 9  | Energeia          | 24 | 7  | 16 | 1 | 15  |
|  | 10 | Fémina Brussel    | 23 | 7  | 16 | 0 | 14  |
|  | 11 | Fresh Air         | 23 | 6  | 17 | 1 | 13  |
|  | 12 | US Péruwelz       | 23 | 3  | 19 | 1 | 7   |
|  | 13 | SCK Antwerpen     | 24 | 2  | 21 | 1 | 5   |

1935–36 ·
1936–37 ·
1937–38 ·
1938–39 ·
1939–40 ·
1940–41 ·
1941–42 ·
1942–43 ·
1943–44 ·
1944–45 ·
1945–46 ·
1946–47 ·
1947–48 ·
1948–49 ·
1949–50 ·
1950–51 ·
1951–52 ·
1952–53 ·
1953–54 ·
1954–55 ·
1955–56 ·
1956–57 ·
1957–58 ·
1958–59 ·
1959–60 ·
1960–61 ·
1961–62 ·
1962–63 ·
1963–64 ·
1964–65 ·
1965–66 ·
1966–67 ·
1967–68 ·
1968–69 ·
1969–60 ·
1970–71 ·
1971–72 ·
1972–73 ·
1973–74 ·
1974–75 ·
1975–76 ·
1976–77 ·
1977–78 ·
1978–79 ·
1979–80 ·
1980–81 ·
1981–82 ·
1982–83 ·
1983–84 ·
1984–85 ·
1985–86 ·
1986–87 ·
1987–88 ·
1988–89 ·
1989–90 ·
1990–91 ·
1991–92 ·
1992–93 ·
1993–94 ·
1994–95 ·
1995–96 ·
1996–97 ·
1997–98 ·
1998–99 ·
1999–00 ·
2000–01 ·
2001–02 ·
2002–03 ·
2003–04 ·
2004–05 ·
2005–06 ·
2006–07 ·
2007–08 ·
2008–09 ·
2009–10 ·
2010–11 ·
2011–12 ·
2012–13 ·
2013–14 ·
2014–15 ·
2015–16 ·
2016–17 ·
2017–18 ·
2018–19 ·
2019–20 · 2020–21 · 2021–22 · 2022–23 · 2023–24 · 2024–25